# Neuseeländische Cricket-Nationalmannschaft in Sri Lanka in der Saison 2013/14
Die Tour der neuseeländischen Cricket-Nationalmannschaft nach Sri Lanka in der Saison 2013/14 fand vom 10. bis zum 21. November 2013 statt. Die internationale Cricket-Tour war Bestandteil der Internationalen Cricket-Saison 2013/14 und umfasste drei ODIs und zwei Twenty20s. Die ODI-Serie endete 1-1 unentschieden, während die Twenty20-Serie durch Sri Lanka mit 1–0 gewonnen werden konnte. Die ODIs waren Bestandteil der ICC ODI Championship und das Twenty20 Teil der ICC T20I Championship.

## Vorgeschichte

### Einordnung
Für Sri Lanka war es die erste Tour der Saison, die letzte bestritten sie gegen Südafrika. Neuseeland bestritt zuvor eine Tour in Bangladesch. Das vorhergehende Aufeinandertreffen der beiden Mannschaften zu einer Tour fand in der Saison 2012/13 in Sri Lanka statt.

### Neuseeländisches Team
Der neuseeländische Kapitän Brendon McCullum und der Batsman Ross Taylor wurden für die anstehende Tour gegen die West Indies geschont. McCullum wurde in seiner Rolle von Kyle Mills vertreten.

## Stadien
Die folgenden Stadien wurden für die Tour als Austragungsort vorgesehen und am 29. April 2012 bekanntgegeben.
| Stadion    | Stadt                                              | Kapazität | Spiele      |
| ---------- | -------------------------------------------------- | --------- | ----------- |
| Dambulla   | Rangiri Dambulla International Stadium             | 16.800    | 3. ODI      |
| Hambantota | Mahinda Rajapaksa International Stadium            | 35.000    | 1. & 2. ODI |
| Kandy      | Muttiah Muralitharan International Cricket Stadium | 35.000    | 1. & 2. T20 |

## Kaderlisten
Neuseeland benannte seinen Kader am 26. Oktober 2013. Sri Lanka benannte seinen ODI-Kader am 1. November und seinen Twenty20-Kader am 17. November 2013.
| ODI | ODI | Twenty20 | Twenty20 |
| Sri Lanka | Neuseeland | Sri Lanka | Neuseeland |
| --- | --- | --- | --- |
| - Angelo Mathews (K) - Dinesh Chandimal - Tillakaratne Dilshan - Rangana Herath - Mahela Jayawardene - Dimuth Karunaratne - Nuwan Kulasekara - Suranga Lakmal - Lasith Malinga - Ajantha Mendis - Kusal Perera - Thisara Perera - Ashan Priyanjan - Kumar Sangakkara (wk) - Sachithra Senanayake - Lahiru Thirimanne | - Kyle Mills (K) - Corey Anderson - Neil Broom - Ian Butler - Anton Devcich - Grant Elliott - Andrew Ellis - Tom Latham - Mitchell McClenaghan - Nathan McCullum - Adam Milne - Colin Munro - James Neesham - Rob Nicol - Luke Ronchi (wk) - Hamish Rutherford - Kane Williamson | - Dinesh Chandimal (K) - Lasith Malinga (VK) - Tillakaratne Dilshan - Mahela Jayawardene - Nuwan Kulasekara - Suranga Lakmal - Angelo Mathews - Ajantha Mendis - Kusal Perera - Thisara Perera - Seekkuge Prasanna - Ramith Rambukwella - Kumar Sangakkara (wk) - Sachithra Senanayake - Lahiru Thirimanne | - Kyle Mills (K) - Corey Anderson - Neil Broom - Ian Butler - Anton Devcich - Grant Elliott - Andrew Ellis - Tom Latham - Mitchell McClenaghan - Nathan McCullum - Adam Milne - Colin Munro - James Neesham - Rob Nicol - Luke Ronchi (wk) - Hamish Rutherford - Kane Williamson |

## One-Day Internationals

### Erstes ODI in Hambantota
| 10. November Scorecard | Hambantota | Sri Lanka 288-8 (50) | – | Neuseeland 13-1 (4.2) |
|                        |            | No Result            |   |                       |

### Zweites ODI in Hambantota
| 12. November Scorecard | Hambantota | Sri Lanka 138-1 (23/23)                       | – | Neuseeland 203-6 (23/23) |
|                        |            | Neuseeland gewinnt mit 4 Wickets (D/L method) |   |                          |

### Drittes ODI in Dambulla
| 16. November Scorecard | Dambulla | Sri Lanka 211-8 (33/33)                    | – | Neuseeland 126-6 (25/25) |
|                        |          | Sri Lanka gewinnt mit 36 Runs (D/L method) |   |                          |

## Twenty20 Internationals

### Erstes Twenty20 in Kandy
| 19. November Scorecard | Kandy | Sri Lanka      | – | Neuseeland |
|                        |       | Spiel abgesagt |   |            |

### Zweites Twenty20 in Kandy
| 21. November Scorecard | Kandy | Neuseeland 142-7 (20)           | – | Sri Lanka 143-2 (17.5) |
|                        |       | Sri Lanka gewinnt mit 8 Wickets |   |                        |

## Statistiken
Die folgenden Cricketstatistiken wurden bei dieser Tour erzielt.
| ODIs                 | ODIs       | ODIs    | ODIs    | ODIs    | ODIs    | ODIs    | ODIs    | ODIs    |
| Batting              | Batting    | Batting | Batting | Batting | Batting | Batting | Batting | Batting |
| Spieler              | Mannschaft | Spiele  | Innings | Runs    | Average | HS      | 100s    | 50s     |
| -------------------- | ---------- | ------- | ------- | ------- | ------- | ------- | ------- | ------- |
| Tillakaratne Dilshan | Sri Lanka  | 3       | 3       | 189     | 94,50   | 81      | 0       | 3       |
| Kumar Sangakkara     | Sri Lanka  | 3       | 3       | 150     | 75,00   | 79      | 0       | 2       |
| Tom Latham           | Neuseeland | 3       | 3       | 99      | 49,50   | 86      | 0       | 1       |
| Angelo Mathews       | Sri Lanka  | 3       | 2       | 74      | 74,00   | 74*     | 0       | 1       |
| Luke Ronchi          | Neuseeland | 3       | 2       | 72      | 36,00   | 49      | 0       | 0       |
| Bowling              |            |         |         |         |         |         |         |         |
| Spieler              | Mannschaft | Spiele  | Overs   | Wickets | Average | BBI     | 5W      | 10W     |
| Nuwan Kulasekara     | Sri Lanka  | 3       | 11      | 5       | 11,40   | 4/34    | 0       | 0       |
| Kyle Mills           | Neuseeland | 3       | 20      | 5       | 20,00   | 3/49    | 0       | 0       |
| Sachithra Senanayake | Sri Lanka  | 3       | 9       | 4       | 11,25   | 2/14    | 0       | 0       |
| Mitchell McClenaghan | Neuseeland | 2       | 15      | 4       | 27,00   | 2/34    | 0       | 0       |
| Rangana Herath       | Sri Lanka  | 3       | 9       | 3       | 22,66   | 3/25    | 0       | 0       |
| Nathan McCullum      | Neuseeland | 3       | 17      | 3       | 24,66   | 2/13    | 0       | 0       |

| Twenty20             | Twenty20   | Twenty20 | Twenty20 | Twenty20 | Twenty20 | Twenty20 | Twenty20 | Twenty20 |
| Batting              | Batting    | Batting  | Batting  | Batting  | Batting  | Batting  | Batting  | Batting  |
| Spieler              | Mannschaft | Spiele   | Innings  | Runs     | Average  | HS       | 100s     | 50s      |
| -------------------- | ---------- | -------- | -------- | -------- | -------- | -------- | -------- | -------- |
| Tillakaratne Dilshan | Sri Lanka  | 1        | 1        | 59       |          | 59*      | 0        | 1        |
| Kusal Perera         | Sri Lanka  | 1        | 1        | 57       | 57,00    | 57       | 0        | 1        |
| Luke Ronchi          | Neuseeland | 1        | 1        | 34       |          | 34*      | 0        | 0        |
| Anton Devcich        | Neuseeland | 1        | 1        | 30       | 30,00    | 30       | 0        | 0        |
| Nathan McCullum      | Neuseeland | 1        | 1        | 26       | 26,00    | 26       | 0        | 0        |
| Bowling              |            |          |          |          |          |          |          |          |
| Spieler              | Mannschaft | Spiele   | Overs    | Wickets  | Average  | BBI      | 5W       | 10W      |
| Thisara Perera       | Sri Lanka  | 1        | 2        | 1        | 13,00    | 1/13     | 0        | 0        |
| Angelo Mathews       | Sri Lanka  | 1        | 2        | 1        | 17,00    | 1/17     | 0        | 0        |
| Rob Nicol            | Neuseeland | 1        | 2        | 1        | 18,00    | 1/18     | 0        | 0        |
| Ramith Rambukwella   | Sri Lanka  | 1        | 4        | 1        | 19,00    | 1/19     | 0        | 0        |
| Ajantha Mendis       | Sri Lanka  | 1        | 3        | 1        | 20,00    | 1/20     | 0        | 0        |
| Nuwan Kulasekara     | Sri Lanka  | 1        | 4        | 1        | 31,00    | 1/31     | 0        | 0        |
| Lasith Malinga       | Sri Lanka  | 1        | 4        | 1        | 33,00    | 1/33     | 0        | 0        |
| Mitchell McClenaghan | Neuseeland | 1        | 4        | 1        | 34,00    | 1/34     | 0        | 0        |

## Player of the Series
Als Player of the Series wurden die folgenden Spieler ausgezeichnet.
| Serie | Player of the Series |
| ----- | -------------------- |
| ODI   | Tillakaratne Dilshan |

### Player of the Match
Als Player of the Match wurden die folgenden Spieler ausgezeichnet.
| Spiel  | Player of the Match  |
| ------ | -------------------- |
| 2. ODI | Tom Latham           |
| 3. ODI | Sachithra Senanayake |
| 2. T20 | Kusal Perera         |